# Schiersteiner Kantorei
Die Schiersteiner Kantorei ist ein Wiesbadener Konzertchor, der an der Christophoruskirche Schierstein beheimatet ist.

## Geschichte
Die Schiersteiner Kantorei wurde 1962 von Johannes Krüger, dem damaligen Kantor an der Christophoruskirche in Wiesbaden-Schierstein, gegründet. Von 1972 bis 2017 wurde der Chor von Martin Lutz geleitet und hat sich ein überregionales Renommee erarbeitet. Seit 2018 steht er unter der Leitung von Clemens Bosselmann.

## Repertoire
Im Zentrum der Arbeit des Chores steht das Schaffen von Johann Sebastian Bach und Georg Friedrich Händel, deren wichtigste Werke regelmäßig aufgeführt werden. Daneben zählen die meisten bedeutenden Oratorien und chorsinfonischen Werke sowie eine Vielzahl an A-cappella-Stücken des 16. bis 20. Jahrhunderts zum Repertoire.

## BachVespern Frankfurt-Wiesbaden
Seit dem Sommer 2004 führt die Schiersteiner Kantorei, in Kooperation mit der Kantorei St. Katharinen Frankfurt und der Hochschule für Musik und Darstellende Kunst Frankfurt am Main, alle 199 Kirchenkantaten von Johann Sebastian Bach monatlich in Gesprächskonzert und Abendgottesdienst auf.

## Weitere Konzerte
Die Schiersteiner Kantorei gestaltet die Wiesbadener Bachwochen und dem Musikherbst Wiesbaden maßgeblich mit. Neben Chorkonzerten veranstaltet sie auch Orchesterkonzerte mit dem Bach-Ensemble Wiesbaden, das aus führenden Musikern der großen Orchester des Rhein-Main-Gebietes besteht und sich insbesondere als Interpret von Wiener Klassik und Romantik in historisch informierter Spielweise einen Namen gemacht hat. Bereits seit 1963 veranstaltet sie die Kammermusikreihe der Schiersteiner Vespermusiken, die der Alten Musik in Wiesbaden ein Forum bietet.

## Auszeichnungen
Die Schiersteiner Kantorei wurde 1990 mit dem Kulturpreis der Landeshauptstadt Wiesbaden ausgezeichnet.

## Aufnahmen und Konzertreisen
Von der Schiersteiner Kantorei liegen zahlreiche Rundfunk-, Fernseh- und CD-Aufnahmen vor. Konzertreisen führten sie unter anderem nach China, England, Frankreich, Portugal und in die Schweiz.